# Onthophagus marginidens
Misslyckades att serialisera data.
Onthophagus marginidens är en skalbaggsart som beskrevs av D'orbigny 1904. Onthophagus marginidens ingår i släktet Onthophagus och familjen bladhorningar. Inga underarter finns listade i Catalogue of Life.